# لاندغراف

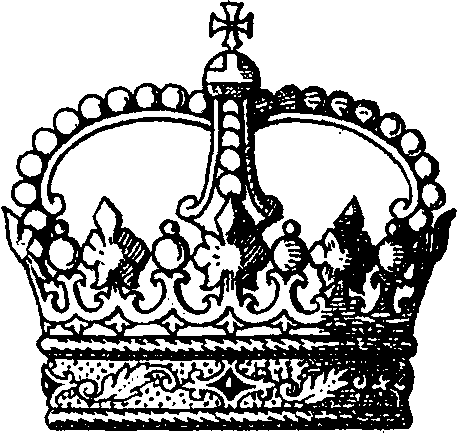
تويج خاص بحامل لقب لاندغراف

لاندغراف (مصطلح يُشار إليه بـ الهولندية landgraaf، والألمانية Landgraf؛ والفرنسية landgrave؛ واللاتينية comes magnus, comes patriae, comes provinciae, comes terrae, comes principalis, lantgravius) هو لقب كان يستخدم في الإمبراطورية الرومانية المقدسة ولاحقًا من قِبل أراضيها السابقة. وتعتبر الألقاب الألمانية Landgraf وMarkgraf وPfalzgraf bei Rhein على نفس رتبة لقب هرتسوغ ("دوق") وفوق رتبة جراف ("كونت").

## الوصف
في الأصل، يشير اللقب إلى الكونت الذي يتميز بـ تبعية مباشرة للإمبراطورية، أو يدين بالواجب الإقطاعي مباشرةً للإمبراطور الروماني المقدس. وفي كثير من الأحيان تمتد ولاية اختصاصه لتشمل إقليمًا كبيرًا للغاية، والذي لم يكن خاضعًا لسلطة وسيطة، مثل الدوق، أو الأسقف أو كونت بالبلاط الملكي. ولقد حافظ هذا اللقب على تواجده من بداية أزمنة الإمبراطورية الرومانية المقدسة (السجلات الأولى بـ دوقية لورين السفلية من عام 1086 حيث كان يطلق على: هنري الثالث، كونت لوفان، بوصفه لاندغراف برابانت). وبحكم التعريف، يمارس اللاندغراف حقوقًا سيادية. وتعتبر سلطة اتخاذه للقرارات مماثلة لتلك السلطة التي يتمتع بها الدوق.
في بعض الأحيان، جرى المتابعة في استخدام مصطلح لاندغراف باعتباره لقبًا فرعيًا منشقًا عن النبلاء مثل الدوق الأعظم لـ دوقية ساكسونيا فايمر، الذي يعمل بوصفه لاندغراف تورينغن في العقد الأول من القرن العشرين، ولكن هُجر اللقب وتُرك دون استعمال بعد الحرب العالمية الثانية.
وتتمثل ولاية اختصاص اللاندغراف في اللاندغريفية، وتعرف زوجة اللاندغراف باسم لاندغرافين (زوجة اللاندغراف).

## أمثلة
تشمل الأمثلة:
- لاندغراف تورنيجيا
- لاندغراف هسن
- لاندغراف أميري ببلدية ليتشنبيرغ، الواقعة حول قلعة البافارية (ارتقت بعد ذلك لتصبح دوقية)

## مصطلحات ذات صلة
- لاندغريفية – الرتبة أو المنصب أو الأراضي التي يحكمها اللاندغراف
- لاندغرافين (زوجة اللاندغراف (بالألمانية: Landgräfin) – زوجة اللاندغراف أو السيدة التي تتولى منصبًا أو تفوز برتبة من تلقاء نفسها

## كتابات أخرى
- Mayer, Theodor, Über Entstehung und Bedeutung der älteren deutschen Landgrafschaften, in Mitteralterliche Studien – Gesammelte Aufsätze, ed. F. Knapp (Sigmaringen 1958) 187–201. Also published in Zeitschrift der Savigny-Stiftung für Rechtsgeschichte, Germanische Abteilung 58 (1938) 210–288.
- Mayer, T., 'Herzogtum und Landeshoheit', Fürsten und Staat. Studien zur Verfassungsgeschichte des deutschen Mittelalters (Weimar 1950) 276–301.
- Eichenberger, T., Patria: Studien zur Bedeutung des Wortes im Mittelalter (6.-12. Jahrhundert), Nationes – Historische und philologische Untersuchungen zur Entstehung der europäischen Nationen im Mittelalter 9 (Sigmaringen 1991).
- Van Droogenbroeck, F.J., De betekenis van paltsgraaf Herman II (1064–1085) voor het graafschap Brabant, in Eigen Schoon en De Brabander, 87 (Brussel 2004) 1–166.

### معانٍ أخرى لمصطلح لاندغراف
- كاسكيوس: لمزيد من المعلومات حول استخدام هذا المصطلح في ولاية كاليفورنيا الاستعمارية